# Physiculus therosideros
Physiculus therosideros är en fiskart som beskrevs av Paulin, 1987. Physiculus therosideros ingår i släktet Physiculus och familjen Moridae. Inga underarter finns listade i Catalogue of Life.